# Krystyna Cybińska

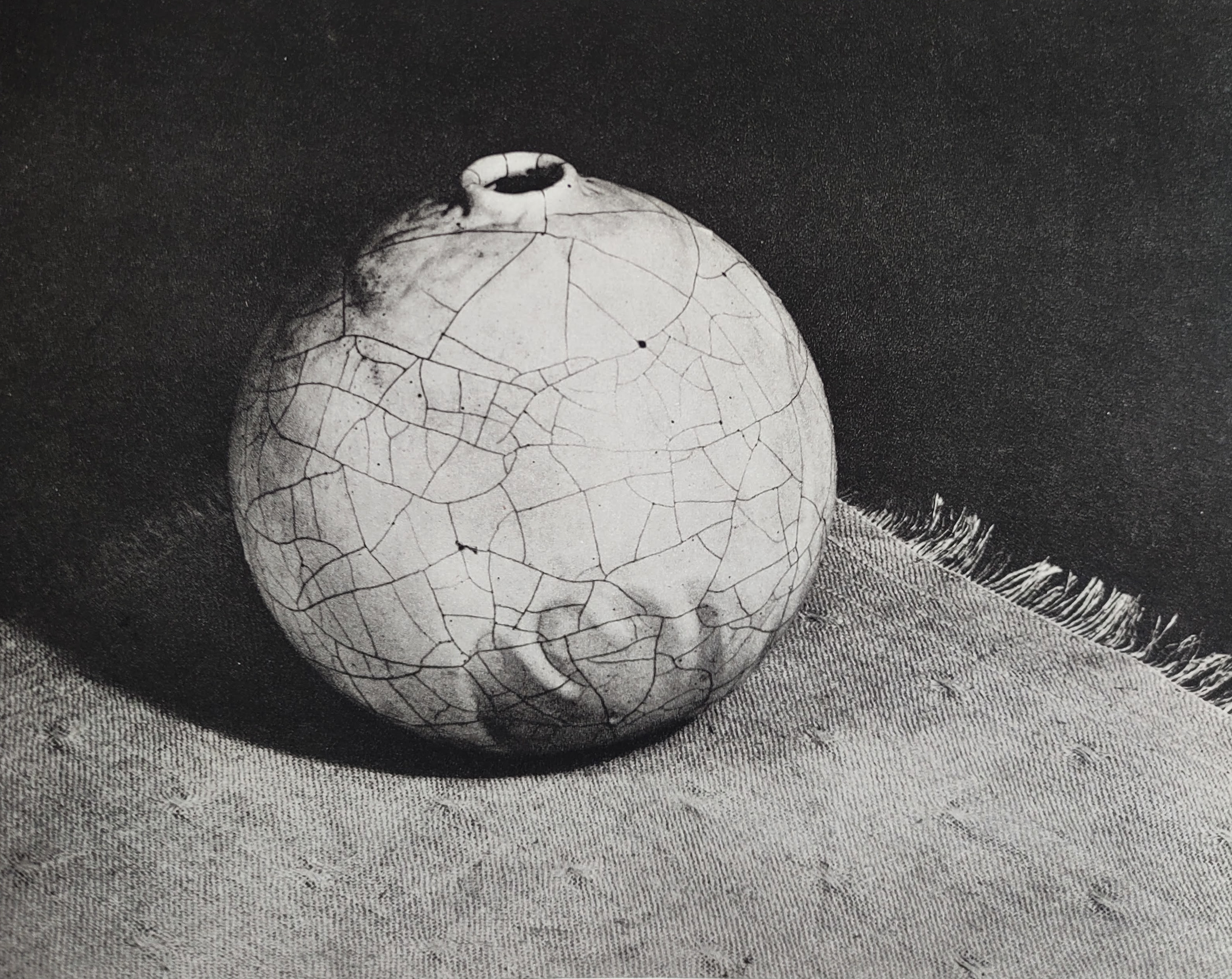
Kamionkowy baniak proj. Krystyny Cybińskiej

Krystyna Cybińska (ur. 17 marca 1931 w Dakowych Suchych) – polska ceramiczka i pedagog.

## Życiorys
Studiowała w latach 1949–1954 we wrocławskiej Państwowej Wyższej Szkole Sztuk Plastycznych pod kierunkiem Julii Kotarbińskiej. Pracowała na Akademii Sztuk Pięknych we Wrocławiu w latach 1954–2003, od 1993 jako profesor zwyczajny. Wykłada ceramikę.Wielką wagę przywiązując do rzemieślniczej sprawności. Swoje receptury szkliw przekazuje uczniom do dalszego użycia.
Jest autorką pomnika Waldemara Cwenarskiego, malarza, pochowanego na Cmentarzu św. Wawrzyńca przy ul. Bujwida we Wrocławiu.
W 1962 została wyróżniona srebrnym medalem na Międzynarodowej Wystawie Ceramiki w Akademie International Ceramic w Pradze. Jej twórczość doceniło jury w Faenzy w 1977, przyznając jej złoty medal, nagrodę i członkostwo Académie Internationale de la Céramique d’Art.
W 2006 otrzymała Srebrny, a w 2012 Złoty Medal „Zasłużony Kulturze Gloria Artis”.
Członkini Académie Internationale de la Céramique d’Art (AIC) w Genewie.
Prace artystki znajdują się w zbiorach Muzeum Narodowego we Wrocławiu, Muzeum Ariana w Genewie, Muzeum Sztuki Użytkowej w Pradze, Muzeum Ceramiki w Siklos, Muzeum Ceramiki w Wilnie, Muzeum Miejskiego w Koponig. Jej formy trafiły do wielu kolekcjonerów prywatnych.